# Pečeť Montany

Pečeť státu Montana

Pečeť Montany, jednoho z federálních států USA, byla přijata v roce 1889.

## Popis
Pečeť zobrazuje les a vodopády Great Falls na řece Missouri v paprscích vycházejícího slunce. Na pravém břehu řeky je pluh a lopata, symbolizující hornictví a zemědělství. V popředí se nachází stuha se státním mottem ve španělštině: ORO Y PLATA (česky Zlato a stříbro). Vnější strana kruhu nese nápis: THE GREAT SEAL OF THE STATE OF MONTANA (česky Velká pečeť státu Montana). 